# Replicante

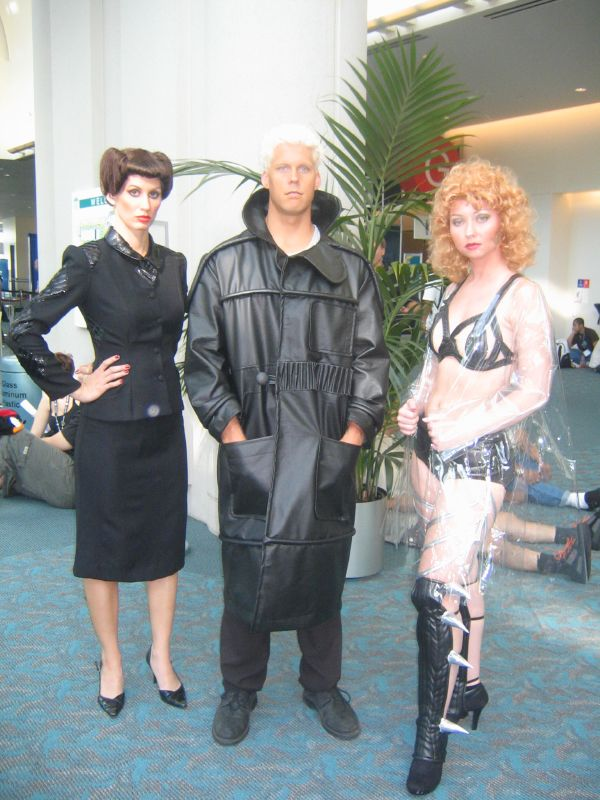
Cosplay de varios replicantes de la película Blade Runner en la Comic-Con de 2007. De izquierda a derecha: Rachael, Roy Batty y Zhora.

Con el término replicante se denomina a un tipo de humanoide bioingenieril ficticio en la película Blade Runner (1982), su secuela Blade Runner 2049 (2017) y el resto de medios de la franquicia de Blade Runner. La serie Nexus imita al ser humano en su aspecto físico, llegando a ser virtualmente indistinguible, pero cuenta con una fuerza y agilidad superior e inteligencia variable según el modelo. Son denominados androides o «andys» —«andrillos» en algunas traducciones— en la novela de Philip K. Dick, ¿Sueñan los androides con ovejas eléctricas?, en la que se basan las películas. La obra original de Philip K. Dick y los filmes presentan a los replicantes de manera similar, pero con algunas diferencias notables. Desde el punto de vista artístico, diversos autores consideran que los replicantes serían fundamentalmente una alegoría de la humanidad.
Tanto el libro como Blade Runner (1982) hacen mención al modelo Nexus-6 (como Roy Batty), androides de última generación que son exteriormente idénticos a los humanos pero con algunas diferencias, como por ejemplo que su vida es de unos 4 años para evitar que desarrollen una cognición empática y, por lo tanto, inmunidad a la máquina Voight-Kampff. Los replicantes Nexus-7 (como Rachael) son un modelo limitado creado por Tyrell Corporation con recuerdos implantados y la capacidad para reproducirse. En los posteriores cortometrajes y en la película Blade Runner 2049 (2017) aparecen nuevos modelos: Los replicantes Nexus-8 (como Sapper Morton), también creados por Tyrell Corporation, tienen esperanza de vida abierta, pero una rebelión - que resulta en el Apagón de 2022 - lleva a que sean capturados o asesinados («retirados» según el término usado en el universo Blade Runner). Los replicantes Nexus-9 (como K) son creados por Wallace Corporation, tienen también esperanza de vida abierta, pero poseen una obediencia aumentada que los hace incapaces de no seguir órdenes humanas y, por lo tanto, son completamente esclavos. Los replicantes son a veces llamados coloquialmente «pellejudos» («skin-job» en inglés). En el universo de Blade Runner también existen replicantes animales (animoides), que se desarrollaron primero para ser usados como mascotas y bestias de carga después de que la mayoría de las especies animales se extinguieran.

## Obra original
En la obra original de Philip K. Dick fueron concebidos en un primer momento (a imitación de las historias de robots de Isaac Asimov) para realizar los trabajos pesados. Estos androides fueron perfeccionados haciéndose cada vez más parecidos a un ser humano, hasta llegar al modelo Nexus-6, el más perfecto de todos.
Anteriores modelos eran ya difíciles de diferenciar de un ser humano. Para conseguirlo, los cazarrecompensas someten a los sujetos sospechosos a una prueba de empatía (se supone que los androides carecen de ella), el test Voight-Kampff. 
K. Dick basa en esta cualidad la diferenciación entre ser humano y androide. Un imitador de la vida es incapaz de desarrollar empatía, no puede situarse «en lugar de» otra persona o ser vivo, sólo puede analizarlo racionalmente. En la novela, los nuevos modelos Nexus-6 pueden ser capaces de falsear el Voight-Kampff, dando un falso negativo. De ahí el problema del protagonista y sus dudas morales al respecto.

## EnBlade Runner
El director Ridley Scott, durante la preproducción de Blade Runner (1982), solicitó a David Peoples un nuevo término que sustituyese a los de «androide» o «andy» que aparecían en la novela, y que no diese lugar a preconcepciones. Mientras reescribía el guion, Peoples consultó a su hija, involucrada en bioquímica y microbiología, quien le habló de la replicación, el proceso en el que el ADN hace una copia de sí mismo. A partir de ello, entre Peoples y su hija —cada uno recordaría más tarde que fue el otro— acuñaron el término «replicant» (traducido como «replicante»), que fue añadido al guion de Blade Runner.
En la película Blade Runner se hace mención a seis replicantes del modelo Nexus-6, modelo con una vida limitada a cuatro años para evitar que desarrollen una cognición empática y, por tanto, inmunidad al test Voight-Kampff. Los seis se fugaron de las colonias del mundo exterior y viajaron a la Tierra para llegar a la Tyrell Corporation, empresa que los creó:
- Roy Batty, interpretado por Rutger Hauer, un antiguo soldado y el líder del grupo.
- Pris Stratton, interpretada por Daryl Hannah, un «modelo básico de placer».
- Zhora Salome, interpretada por Joanna Cassidy, entrenada para una patrulla de detención de criminales en el mundo exterior.
- Leon Kowalski, interpretado por Brion James, un antiguo soldado y obrero.
- Un replicante sin nombre, llamado Hodge en los primeros borradores del guion, fue electrocutado cuando intentaba entrar en la Tyrell Corporation.
- El «sexto replicante», llamado Mary en los primeros borradores del guion, se indica que también fue electrocutada en las versiones Workprint y Final Cut de Blade Runner, montajes en los que el capitán Bryant dice «Two of them got fried» («Dos de ellos se frieron»).

También aparece al menos una replicante del modelo Nexus-7, Rachael, interpretada por Sean Young. Rachael tiene recuerdos implantados de la sobrina de Eldon Tyrell. En la secuela, Blade Runner 2049, se indica que también tiene la capacidad de reproducirse.

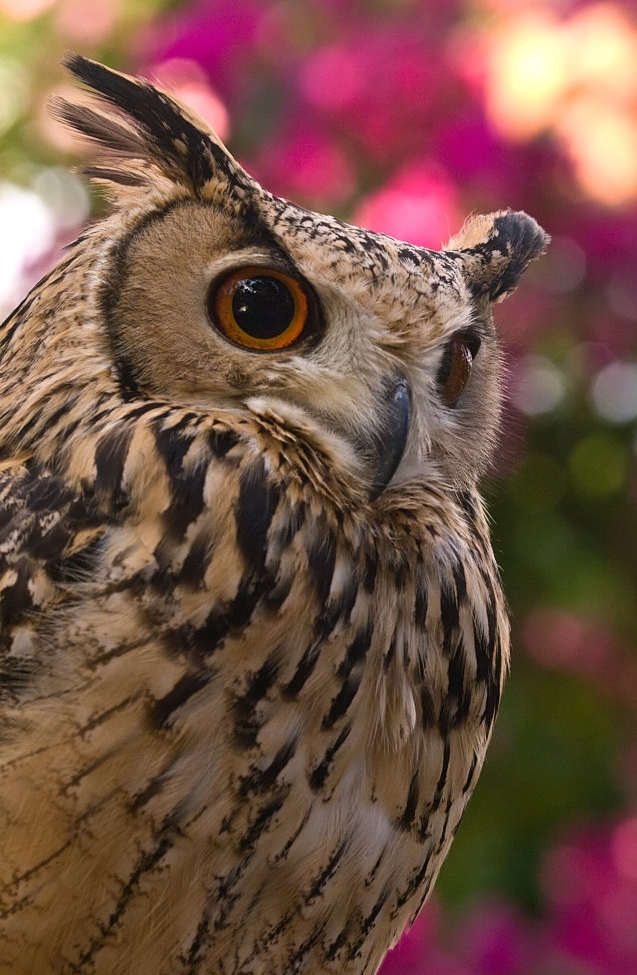
En el universo de Blade Runner existen también replicantes animales (animoides), creados tras el ecocidio que ha extinguido a la mayor parte de especies.

La película Blade Runner muestra a los replicantes como creaciones biomecánicas, formas de vida sintéticas de biotecnología, semejantes a los humanos. Los replicantes pueden sangrar, ingerir alimentos y/o bebidas, así como dormir. Pese a las similitudes, también poseen características sobrehumanas, como resistencia al calor y al frío, así como fuerza y agilidad superiores. Ridley Scott utiliza otra argucia para identificarlos: por el brillo amarillento/naranja de sus ojos en ciertas condiciones de iluminación.
La empatía es así mismo la diferencia entre los replicantes de la novela y los retratados en la película. Mientras que Philip K. Dick parece concluir que por más que lo artificial imite a la vida no dejará de ser artificial, Ridley Scott dota a sus androides de algo similar a sentimientos y se vale de ellos para hacer un estudio de lo que significa ser humano. En la película también se presenta el test Voight-Kampff, pero en él se invierten las expectativas: al verse enfrentados a cuestionamientos éticamente dudosos, como actos de crueldad con animales o sobre conducta sexual, los replicantes teóricamente no son capaces de responder adecuadamente a las preguntas porque no han desarrollado la indiferencia/tolerancia que los seres humanos poseen (p. ej. son «inocentes»), mientras que los humanos parecen tener un cúmulo de reacciones «comprensibles» o «normales» (aprendidas por experiencia) aunque no siempre éticas. Sin embargo, paradójicamente, mientras que los replicantes son mostrados con compasión y preocupación por los demás, en contraste, el blade runner Rick Deckard parece carecer de lazos emocionales y sus motivaciones son meramente instrumentales (hace lo que hace por obligación o por dinero). Será su interacción con los Nexus-6 lo que le descubra sentimientos verdaderamente humanos, como el amor por Rachael o el miedo y el deseo de vivir que le infunde Batty en las escenas finales. Por ende, se suele mencionar, citando las palabras del personaje de Eldon Tyrell, que en la sociedad vaticinada en Blade Runner, deshumanizada e inmersa en una crisis de valores, los replicantes son más humanos que los propios humanos.

## Deckard: ¿humano o replicante?

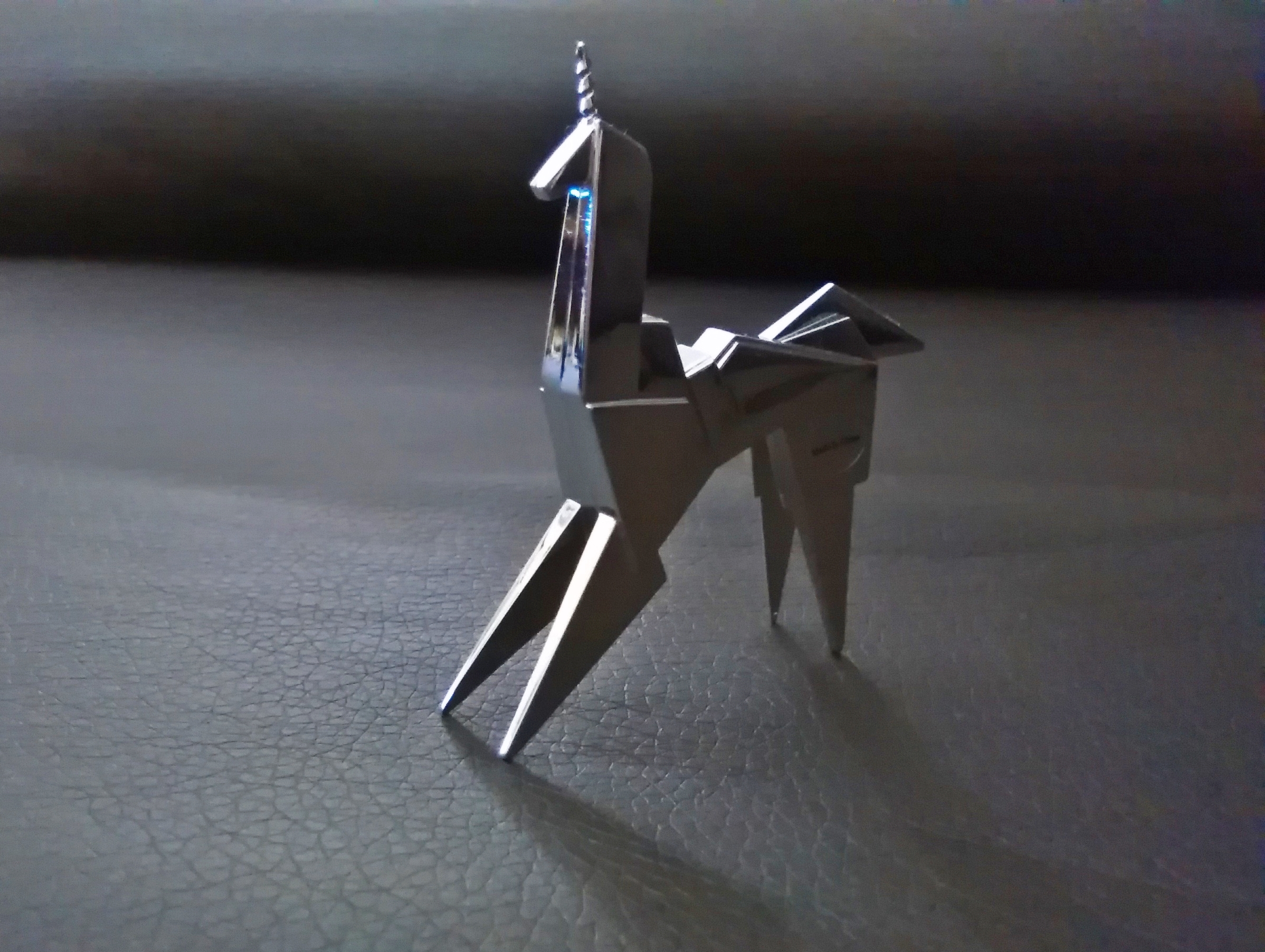
El sueño del unicornio, mostrado en el Director's Cut y el Final Cut de Blade Runner, sugiere en mayor medida que Deckard puede ser en realidad un replicante.

Uno de los debates más frecuentes acerca de Blade Runner es la naturaleza de Rick Deckard. Ridley Scott, director de la cinta de 1982, afirma que situó pistas en la película para que se llegara a la conclusión de que es un replicante, aunque Harrison Ford indica que él lo interpretó como si fuera un humano, ya que pensaba que «en el contexto de este mundo la audiencia necesitaba un representante emocional». El guionista Hampton Fancher señala que no apoya la concepción de Deckard como replicante, mientras que el también guionista de la cinta David Peoples dice que le gustó la idea de Scott de que Deckard pudiese ser un replicante, puesto que no tiene por qué interferir en el subtexto de la película al no responder sino plantear la preguntaː «¿qué nos hace diferentes?».
La posibilidad de que sea un replicante se puede observar en Blade Runner en la escena en la que Rachael le pregunta a Deckard si se ha sometido al test Voight-Kampff, en el hecho de que a Deckard le guste coleccionar fotografías al igual que a los replicantes, en un ligero brillo anaranjado que se puede observar en sus ojos en una escena (brillo que es usado ocasionalmente con algunos replicantes), o en la frase que Gaff le dice al final de la cinta: «You’ve done a man’s job, sir!» (en español, literalmente «¡Ha hecho el trabajo de un hombre, señor!»). También influyó el hecho de que en las versiones estrenadas en 1982, el capitán Bryant diga que solo «uno» de los seis replicantes rebeldes murió, lo que hizo que al retirarse en el film a cuatro, el público pudiera elucubrar que el sexto replicante obviado podía ser Deckard. Sin embargo, se trataba de un error que se quedó sin modificar en el guion debido a que en los primeros borradores aparecía la replicante Mary. Este error se corrigió para la versión Final Cut, en la que Bryant ya dice «Two of them got fried» («Dos de ellos se frieron»).
La inserción en el Director's Cut y en el Final Cut de Blade Runner de la secuencia del sueño con un unicornio corriendo por un bosque, supone un cambio relevante en la concepción de la naturaleza de Deckard, ya que el unicornio de origami de Gaff encontrado por él al final de la película podría significar que Gaff conoce sus sueños, lo que da a entender que los recuerdos de Deckard son artificiales y que, por lo tanto, sería un replicante.